# ملعب سري كانتيرافا
ملعب سري كانتيرافا هو ملعب كرة قدم متعدد الأغراض يقع في بنغالور، الهند، يتسع لجلوس 24،000 متفرج. يعتبر الملعب البيتي لنادي بنغالورو.

## أهم الأحداث التي استضافها
- بطولة آسيا للشباب لكرة القدم 2006